# Acido α-eleostearico
L'acido α-eleostearico è un acido grasso coniugato omega 5 con 18 atomi di carbonio e 3 doppi legami in configurazione cis, trans, trans, descritto in notazione delta come 18:3Δ9c,11t,13t.
Rientrerebbe nel gruppo degli acidi linolenici coniugati ed è stato individuato negli oli di semi di una grande varietà di piante.
Si trova in concentrazioni rilevanti in alcuni oli vegetali:
| Oli vegetali con concentrazioni significative di acido α-eleostearico | Oli vegetali con concentrazioni significative di acido α-eleostearico | Oli vegetali con concentrazioni significative di acido α-eleostearico |
| nome pianta                                                           | famiglia                                                              | concentrazione tipica (%)                                             |
| --------------------------------------------------------------------- | --------------------------------------------------------------------- | --------------------------------------------------------------------- |
| Aleurites fordii                                                      | Euphorbiaceae                                                         | 65                                                                    |
| Ricinocarpus bowmanii                                                 | Euphorbiaceae                                                         | 60                                                                    |
| Momordica charantia                                                   | Cucurbitaceae                                                         | 60                                                                    |
| Valeriana officinalis                                                 | Valerianaceae                                                         | 40                                                                    |
| Parinarium laurinum                                                   | Chrysobalanaceae                                                      | 30                                                                    |
| Prunus mahaleb L.                                                     | Rosaceae                                                              | 20                                                                    |

Di questi solo l'olio di tung estratto dai semi di Aleurites fordii è disponibile commercialmente ed ha avuto un utilizzo industriale come olio siccativo .
Negli stessi oli, in alcuni casi, è stato individuato anche l'isomero tutto trans, acido β-eleostearico, 18:3Δ9t,11t,13t.

## Biosintesi
L'acido α-eleostearico si forma dall'acido oleico e dall'acido linoleico per azione combinata di enzimi desaturasi e coniugasi (FADX). Questi ultimi omologhi della Δ12-oleate desaturasi (FAD2), catalizzano la trasformazione di un doppio legame cis in 2 legami trans

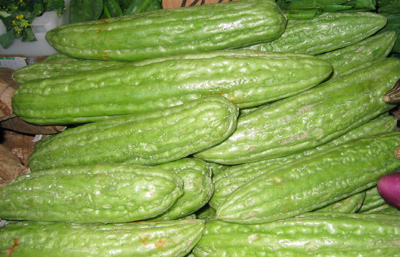
L'acido α-eleostearico può rappresentare il 60% dell'olio di semi di zucchina amara, Momordica charantia.

.

## Effetti sulla salute
All'acido α-eleostearico vengono attribuiti alcuni degli effetti sulla salute dell'acido linoleico coniugato.
Nei ratti l'acido α-eleostearico viene rapidamente convertito in acido linoleico coniugato.
Gli effetti più significativi e discussi sarebbero:
- anti-carcinogenico[9][10][11]
- apoptotico[12][13][14]